# ディミ・ミント・アッバ
ディミ・ミント・アッバ（Dimi Mint Abba, 1958年12月25日 - 2011年6月4日）は、モーリタニアの歌手。タガント州ティジクジャ出身。砂漠の歌姫と称されるモーリタニアを代表する女性歌手である。
18歳の頃から国営放送で歌うようになる。後にワールド・ミュージックのレーベルワールド・サーキットと契約を結び、アラブ圏外でも知られるようになった。2011年6月4日、モロッコのラバトにて52歳で亡くなっている。